# Elia (dystrykt Nikozja)
Elia (gr. Ελιά, tur. Doğancı) – wieś na Cyprze, w dystrykcie Nikozja.